# Layla (canción)
«Layla» es una canción rock del álbum Layla and Other Assorted Love Songs, del supergrupo Derek and the Dominos, lanzada en 1970 por la discográfica Atco. La canción apareció como sencillo en dos versiones distintas en 1971 y 1972.
Inspirada por el amor no correspondido de Clapton por Pattie Boyd, en aquel entonces la esposa de su amigo y también músico George Harrison, la canción contiene los acordes de guitarra de Eric Clapton y Duane Allman; sus famosas dos partes contrastadas fueron compuestas por separado por Eric Clapton y el batería Jim Gordon.
«Layla» no tuvo una gran acogida en sus inicios. Sin embargo, con el paso de los años ha logrado gran éxito entre la crítica y el público, llegando a ser considerada como una de las canciones de amor más destacadas de la música rock. Dos versiones distintas han conseguido entrar en las listas de ventas, inicialmente en 1972 y después una versión acústica en 1992. En 2004 la revista Rolling Stone la incluyó en el puesto número 27 de su lista Las 500 mejores canciones de todos los tiempos. También está en el puesto 24 de lista de 500 Grandes Canciones de Remaster.

## Historia
En 1966, George Harrison se casó en Surrey con Pattie Boyd, una modelo a la que conoció durante la grabación de la película de The Beatles A Hard Day's Night. Para finales de los años 1960, Clapton y Harrison eran grandes amigos: Clapton colaboró tocando la guitarra en la canción de Harrison «While My Guitar Gently Weeps» en el álbum homónimo de The Beatles, aunque no apareció en los créditos, y Harrison tocó bajo el pseudónimo de L'Angelo Misterioso en la canción «Badge», del álbum Goodbye de la anterior banda de Clapton, Cream. Fue durante la época en que Clapton tocó con las bandas Cream y Blind Faith cuando comenzó su fascinación por Pattie Boyd.

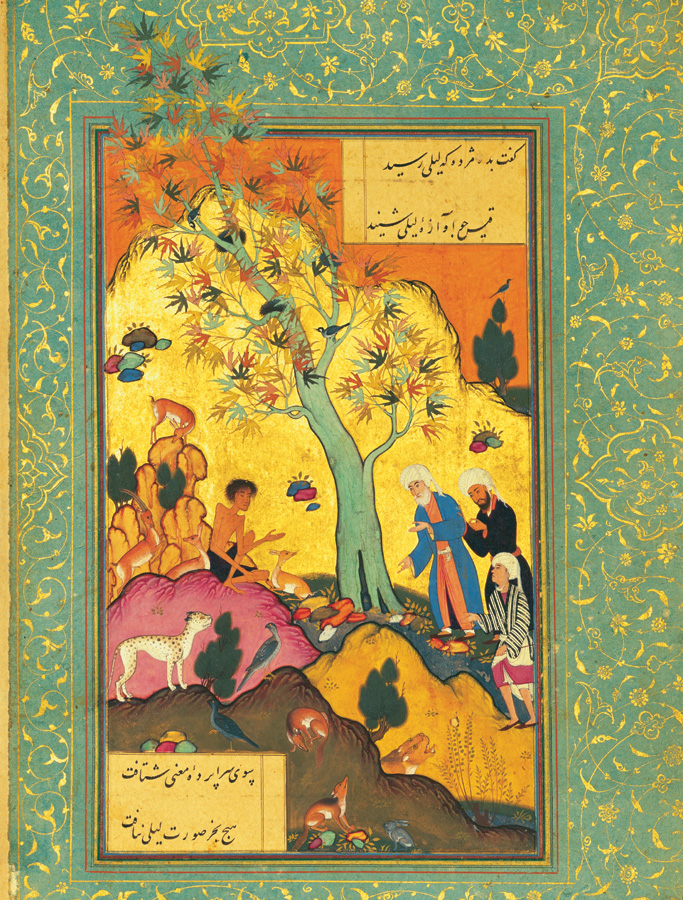
La historia de Layla y Majnun.

El título, «Layla», está inspirado en La historia de Layla y Majnun (ليلى والمجنون), del poeta clásico persa Nezami. Basado en una historia real de un joven llamado Qays ibn al-Mulawwah (قيس ابن الملوح) de la península arábiga en el siglo VII, la obra de Nezami cuenta la historia de una princesa obligada por su padre a casarse con una persona distinta al joven que estaba enamorado de ella, por lo que este joven se vuelve loco (Majnun, مجنون, significa «loco» en persa). Clapton escribió la canción después de que su amigo Ian Dallas (actualmente Abdalqadir as-Sufi), que en aquel momento se estaba convirtiendo a la religión islámica, le contase la historia de Layla y Majnun, que tuvo una gran repercusión en Clapton.
Durante la grabación del álbum, Pattie y Eric ya se veían a escondidas, aunque era difícil mantenerlo en secreto. Clapton tenía la esperanza de que esta canción le ayudaría a conquistar definitivamente a Pattie y que ésta abandonaría a su marido por él. En su autobiografía Wonderful Tonight: George Harrison, Eric Clapton, and Me, Pattie Boyd explica: 

Nos vimos a escondidas en un piso de South Kensington. Clapton me había pedido que fuera porque quería que escuchase algo nuevo. Encendió el radiocasete, subió el volumen y sonó la canción más potente que jamás escuché. Era «Layla», trataba sobre un hombre que cae enamorado perdidamente de una mujer que le quiere, pero no está disponible. Me la puso dos o tres veces, mientras miraba mi cara para ver mis reacciones. Mi primer pensamiento fue que todo el mundo me iba a reconocer.

Boyd se divorció de Harrison en 1977 y se casó con Clapton en 1979. Harrison demostró no tener rencor por el divorcio al asistir a la boda, junto a Ringo Starr y Paul McCartney. Durante su relación, Clapton compuso otra canción para Boyd, titulada «Wonderful Tonight». Clapton y Boyd se divorciaron en 1989, después de años de disputas. Boyd ha llegado a decir de Clapton que era un ser abominable, definición compartida por su posterior esposa, Lory del Santo.

## Grabación
Después de la separación de Cream, la banda anterior de Clapton, este tocó con varios grupos y artistas distintos, entre ellos Blind Faith y Delaney and Bonnie. En la primavera de 1970, Clapton fue informado de que los músicos de apoyo de Delaney and Bonnie, Carl Radle (bajista), Jim Gordon (batería) y Bobby Whitlock (teclista), iban a abandonar la banda, por lo que aprovechó la oportunidad para formar un nuevo grupo: Derek and the Dominos.
A finales de 1970, Duane Allman, de The Allman Brothers Band, se unió a la banda de Clapton como artista invitado. Clapton y Allman fueron presentados por Tom Dowd en un concierto de Allman Brothers, aunque ya sentían mutua admiración desde mucho antes. Los dos se hicieron amigos rápidamente. Dowd ya era conocido por diversos trabajos, habiendo trabajado con Clapton en sus días de Cream. Con la banda ya formada, y Dowd como productor, «Layla» fue grabada en su versión original. Algún tiempo después, al llegar Clapton al estudio de grabación, encontró a Gordon tocando una pieza de piano y le convenció para usarla en la canción. Aproximadamente tres semanas después de la primera grabación, la canción ya estaba completada. Para su documental autobiográfico Tom Dowd and the Language of Music, Dowd hizo una remezcla de «Layla» de las grabaciones originales (sin piano).

## Estructura
Debido a las circunstancias de su composición, «Layla» está definida en dos movimientos, cada uno de ellos marcado por una figura musical repetida o riff. El primer movimiento, fue grabado en re menor para los coros y en mi mayor para las estrofas. La canción está centrada en el riff principal, una pieza de guitarra utilizando diferentes técnicas como hammer-ons, pull-offs y power chords. Comúnmente se piensa que el riff es de Allman, y que es una adaptación de la melodía vocal de Albert King de su canción de 1967, «As the Years Go Passing By», perteneciente al álbum Born Under a Bad Sign. La primera sección también contiene un solo de guitarra con overdubbing (técnica que consiste en unir varias piezas grabadas, superponiéndolas), consistente en una pieza grabada con guitarra slide por Allman y otra grabada por Clapton. Colocando el slide al final del mástil de la guitarra, Allman consiguió tocar notas más altas que no se podrían conseguir con técnicas estándar; Tom Dowd se refirió a estas notas como «notas que no están en el instrumento».
El segundo movimiento, la contribución de Jim Gordon, es comúnmente denominado «la coda de piano». Originalmente tocada en do mayor, el breve interludio al final de la canción es aumentada por una guitarra acústica, significando la entrada del último solo de guitarra. La misma melodía es ejecutada por Allman con su guitarra slide, aunque una octava más alta. En la parte de piano de Gordon no hay improvisación, dejando a Clapton y Allman improvisar la melodía, siendo el piano el instrumento principal de la coda.
Clapton comentó sobre el tema: 

Es una canción complicada, porque es una canción difícil de tocar en directo. Tienes que tener unos buenos músicos de acompañamiento para conseguir que funcionen todos los ingredientes, pero cuando consigues eso... Es difícil hacerlo con un cuarteto, por ejemplo, porque hay partes que tiene que tocar y cantar líneas totalmente opuestas, que es prácticamente imposible de hacer. Si tienes una banda grande, que de hecho tendré en la gira, pues será fácil hacer algo como «Layla» —y me siento muy orgulloso de ella—. Casi es como si no fuera yo. Es como si estuviera escuchando a alguien que de verdad me gusta. Derek and The Dominos fue una banda que me gustó mucho y fue casi como si no perteneciese a ella. Sólo es una banda de la cual soy fan. A veces, mi propia música puede ser algo así. Cuando ha servido para el propósito de ser buena música, ya no me asocio más con ello. Es como si fuera de otra persona. Entonces es fácil hacer esas canciones.

Como la inspiradora de dicha canción, Patti Boyd declaró:

Creo que era increíblemente crudo en aquel momento... Es un músico tan increíble que es capaz de poner sus emociones dentro de la música de tal manera que el público lo puede sentir de forma instintiva. Te atraviesa de lleno.

## Otras versiones
El álbum Layla and Other Assorted Love Songs comenzó su andadura con escasas ventas, ya que ni siquiera entró en las listas de venta británicas, en parte debido a que Eric Clapton ni siquiera se mencionaba excepto en la contraportada, cosa que hizo parecer que se trataba de un álbum de una banda desconocida. Además, la duración de la canción la hacía prohibitiva para su radiodifusión; por lo que en marzo de 1971 Atco Records editó en Estados Unidos una versión reducida de «Layla» con una duración de 2:43, que aun así sólo llegó al número 60 en la lista Billboard de sencillos. No obstante, cuando «Layla» se reeditó en 1972 como parte de una recopilación llamada The History of Eric Clapton y posteriormente se lanzó como sencillo, llegó al puesto número siete en las listas británicas y al puesto número diez en las listas de Estados Unidos.
Desde entonces las críticas para con el sencillo han sido muy positivas. Dave Marsh, en The Rolling Stone Illustrated History of Rock and Roll (La historia ilustrada del rock and roll de Rolling Stone), escribió:

Hay algunos momentos en la historia del rock en que un cantante o compositor ha llegado tan dentro de sí mismo que el efecto al oírlo es similar al de ver un asesinato o un suicidio... para mi 'Layla' es el mejor ejemplo de ello.

En 1981, la Orquesta Sinfónica de Londres hizo una versión sin letra. Posteriormente la Orquesta Filarmónica Real también hizo una versión similar. Un año más tarde, «Layla» fue reeditada como sencillo en el Reino Unido y fue incluso más exitoso que en 1972, llegando al puesto número cuatro en las listas de sencillos.
Se hizo otra versión el 20 de septiembre de 1983 en un concierto benéfico para la ayuda a la esclerosis múltiple llamado ARMS Charity Concert en el Royal Albert Hall de Londres, que incluía a Eric Clapton, Jeff Beck y Jimmy Page (ambos sucesores de Clapton en The Yardbirds).
En 1992, Clapton aceptó la invitación de MTV para hacer un MTV Unplugged, álbum acústico grabado en directo. Este álbum Unplugged, estaba repleto de anteriores éxitos, junto con una nueva canción llamada «Tears in Heaven». Dentro del álbum estaba la versión acústica de «Layla». Dentro de los arreglos más notables del tema, está su relentizamiento, la supresión del piano, y el arreglo del riff principal. Llegó al puesto número doce en las listas norteamericanas, aunque no llegó a entrar en las listas británicas. Posteriormente ganaría un Premio Grammy por Mejor Canción Rock, superando a la famosa «Smells Like Teen Spirit» de Nirvana, cosa que no pasó desapercibida y disgustó a algunos críticos.
Para finales de los años 1980 y principios de los 90, la canción se había convertido en un clásico: aparece en multitud de listas, además de tener un hueco entre las 500 canciones que dieron forma al Rock del Salón de la Fama del Rock. Se posicionó en el puesto número 27 de la lista de Rolling Stone Las 500 grandes canciones de todos los tiempos, y en el puesto número 16 en la lista de Las 100 grandes canciones del rock de VH1. Su famoso riff de guitarra sirvió para una serie de anuncios emitidos en la televisión del Reino Unido para la marca de coches Vauxhall, mientras que la versión extendida con piano aparece en la película Goodfellas de Martin Scorsese. Versiones hechas por otros músicos son escasas, incluyen la versión aparecida en el álbum Let Go de John Fahey y una versión del guitarrista de jazz Larry Carlton.
Empezando en 2003, The Allman Brothers Band comenzaron a tocarla en sus conciertos. Warren Haynes cantaba, Gregg Allman tocaba la parte del piano, y Derek Trucks tocaba las partes de guitarra durante la coda. Esta versión no sólo eran un tributo a Duane Allman, sino también al fallecido en 2002, Tom Dowd.
El 19 de mayo de 2007 en un concierto gratuito llamado «The Road To Austin», Bobby Whitlock tocó una versión de «Layla» con Eric Johnson y David Grissom. Whitlock y Coco Carmnel después grabaron una versión alternativa de «Layla» en ese mismo concierto con Johnson y Grissom nuevamente haciendo todas las partes de guitarra. Esta última versión de «Layla» aparece en el álbum de Bobby Whitlock y Coco Carmel, Lovers, editado el 14 de febrero de 2008.

## Músicos
| Versión original - Eric Clapton - voz principal y coros, guitarras (rítmicas y principales, incluyendo la acústica, menos la slide de Duane Allman) - Bobby Whitlock - órgano y coros - Carl Radle - bajo - Jim Gordon - batería, pandereta y piano Invitado - Duane Allman - guitarra slide | Versión acústica (Umplugged) - Eric Clapton - voz principal y coros, guitarra acústica - Ray Cooper - pandereta - Nathan East - bajo acústico y coros - Andy Fairweather-Low - guitarra rítmica - Steve Ferrone - batería - Katie Kissoon - coros - Chuck Leavell - piano - Tessa Niles - coros |